# Lerista puncticauda
Lerista puncticauda — вид сцинкоподібних ящірок родини сцинкових (Scincidae). Ендемік Австралії.

## Поширення і екологія
Lerista puncticauda мешкають на південному заході Великої пустелі Вікторія в штаті Західна Австралія. Вони живуть в пухкому ґрунті і піску, під камінням. Живляться мурахами, термітами та іншими дрібними комахами.

## Збереження
МСОП класифікує цей вид як такий, що перебуває під загрозою зникнення. Lerista puncticauda загрожують численні пожежі.